# Sint Joris
Sint Joris, St. Joris, West Groot Sint Joris, West Groot St. Joris – osada (wijk) w miejscowości Oostpunt w dystrykcie Bandariba, w kraju autonomicznym Curaçao, należącym do Holandii, w Ameryce Południowej. 20 października 2023 r. liczyła 1153 mieszkańców.  